# Salsoul Records
Salsoul Records es un sello discográfico estadounidense fundado por Joseph Cayre, Kenneth Cayre y Stanley Cayre en 1974. Salsoul publicó alrededor de 300 sencillos, entre sus géneros destacó la música disco, post-disco de 12 pulgadas y una serie de álbumes en los años setenta y principios de los ochenta. Entre sus artistas destacaron Loleatta Holloway, Charo Baeza y su misma orquesta, la Salsoul Orchestra.

## Historia

### Primeros días
La familia Cayre estuvo involucrada en muchas empresas antes de fabricar y distribuir cintas de 8 pistas, que incluían Bethlehem Records, a principios de la década de los 1970. Habían comprado algunos catálogos de música mexicana para distribuirlos e infringieron los derechos de autor de CBS Records y RCA Records al venderlos en los Estados Unidos. Adquirieron una licencia para distribución norteamericana de parte del catálogo latino de CBS, esto llevó a sesiones de grabación que fueron distribuidas por CBS . Cuando CBS no pudo aumentar las ganancias, los derechos volvieron a los Cayre.

### Origen del nombre
El nombre del sello fue dado por el cantante Joe Bataan, quien grabó algunas de las primeras sesiones antes de la formación del sello. "Salsoul" era la jerga callejera para la cultura musical de los latinos urbanos que escuchaban música soul y la combinaban con la música salsa .  Bataan eligió el nombre para un LP que hizo para los hermanos Cayre. Bataan tuvo el primer sencillo, "The Bottle", y el álbum, Afro-filipino, en el sello inicial Salsoul lanzado a través de Epic, antes de llegar a un acuerdo con RCA.

### Década de 1970: influencia del soul de Filadelfia
Ken Cayre buscó músicos de sesión para tocar el Sonido Filadelfia . Trabajó con los músicos de sesión clave para el sello Philadelphia International Records de Gamble y Huff y su predecesor, Gamble-Huff Productions, miembros fundadores de la Orquesta MFSB en Philadelphia International.
Gamble y Huff estaban en disputa con sus músicos clave por asuntos comerciales y Salsoul rápidamente aprovechó la oportunidad para contratarlos. Entre estos artistas de soul de Filadelfia se encontraban Vince Montana (arreglos orquestales y vibráfono), Norman Harris (guitarra principal y rítmica, arreglos, composición y producción), Ronnie Baker (bajo, arreglos y producción), Earl Young (batería y percusión), Bunny Sigler y otros. El ritmo 16 del platillo Hi hat de Earl Young originó un ritmo disco básico de los años 70 para los bailarines.  Baker crearía un sonido de bajo atronador, ejemplificado en el disco "Love is the Message" de MFSB .

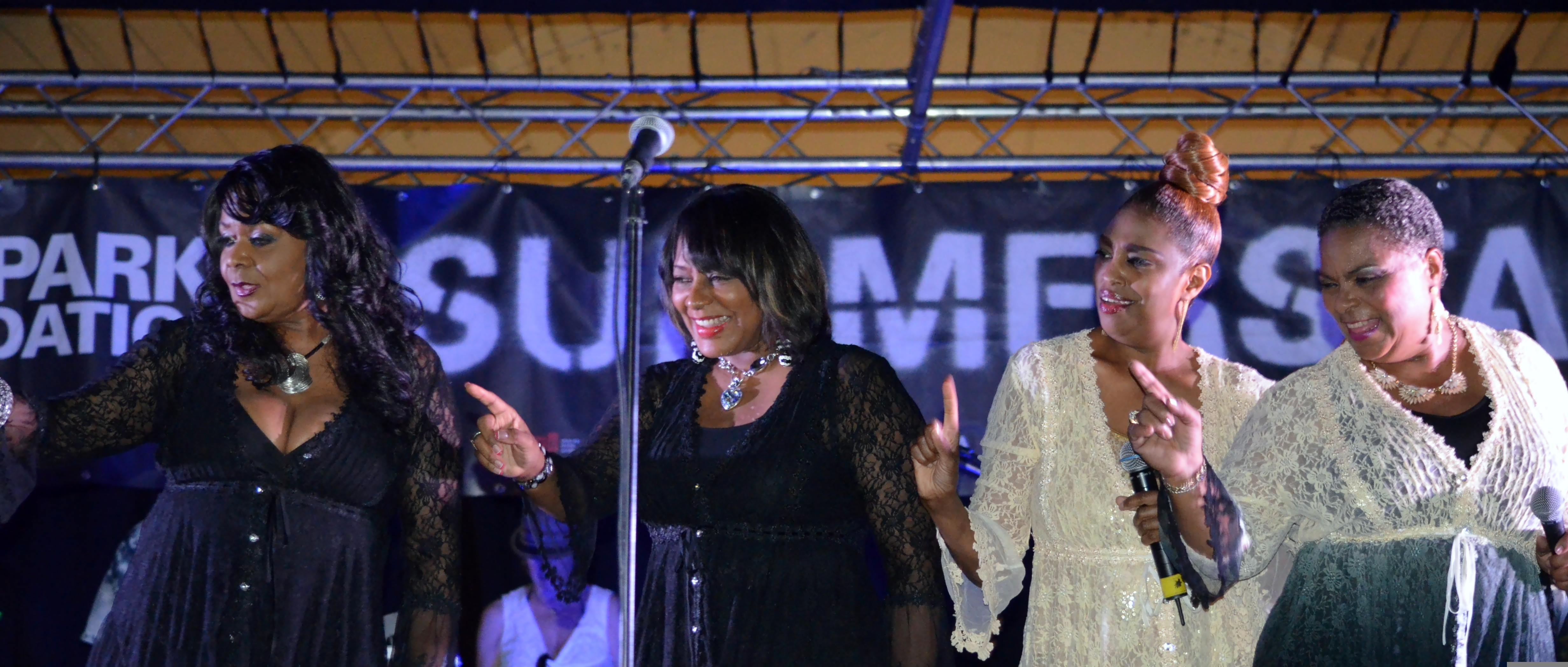
First Choice en la Salsoul Reunion

Baker, Harris y Young tenían contratados al grupo de chicas First Choice y los llevaron a Salsoul. Liderado por Rochelle Fleming, el grupo tuvo éxito en el sello Philly Groove con Armed and Extremely Dangerous (1973),  que Salsoul adquirió y relanzaría entre su catálogo de clásicos en los años 1990. Para Salsoul, First Choice grabaría "Dr. Love" (1977) y "Let No Man Put Asunder".
El músico y productor Vincent Montana Jr. escribió, arregló y produjo el segundo sencillo y el primer éxito de Salsoul, "Salsoul Hustle" (1975) de la recién formada Salsoul Orchestra, que incluía a miembros de los músicos de sesión en los estudios de Sigma Sound Studios en la ciudad de Filadelfia. Durante los años siguientes, el sello disfrutó de una serie de éxitos, pero los mayores éxitos de Salsoul se produjeron en los años posteriores, cuando la compañía pasó de la música disco al funk. Instant Funk alcanzó la cima de la lista Billboard R&B (pop N.º 20) en 1979 con "Got My Mind Made Up", un éxito de ventas millonario producido por Bunny Sigler, y el siguiente álbum del grupo también obtuvo oro. Los hermanos Cayre también produjeron Linterna (Philly Groove Records).
Según Ken Cayre, fue su exposición a las primeras discotecas lo que le dio la idea de grabar música para el mercado del dance. Salsoul lanzó el primer sencillo de 12 pulgadas disponible comercialmente, " Ten Percent " de Double Exposure, en 1976. Salsoul se vio afectada por la reacción disco de 1979, pero fue uno de los pocos sellos que sobrevivió después de la muerte de la música disco. Continuó lanzando material nuevo hasta 1984, cuando los hermanos Cayre cerraron sus operaciones de música grabada para concentrarse en el negocio de vídeos domésticos, como GoodTimes Entertainment. 

### Demanda a la cantante Madonna por derechos de autor
En 2016 la Verse Music Group demandó a la cantante Madonna por una parte de la canción "Vogue" que se parecía a  “Ooh I Love It (Love Break)” de Salsoul Orchestra. la jueza Susan Graber señaló que “Incluso si se concede la dudosa proposición de que un escucha reconoció algunas similitudes entre las notas en ambas canciones, es difícil imaginar que concluiría que se hizo un sampleo”. La corte desestimó la demanda de VMG Salsoul argumentando que la supuesta copia era trivial y cabía dentro de las excepciones para asuntos menores que contempla la ley de derechos de autor.

## Artistas y grupos musicales
- First Choice
- Instant Funk
- Joe Bataan
- Salsoul Orchestra
- Loleatta Holloway
- Charo
- Bebu Silvetti
- Skyy
- Double Exposure
- Carol Williams
- Candido

## enlaces externos
- Entrevista a Ken Cayre
- Salsoul Records en BMG

- Datos: Q2327062